# Elaphe
Elaphe är ett släkte av ormar. Elaphe ingår i familjen snokar.
Arterna är med en längd mellan 150 och 300 cm medelstora till stora ormar.
Släktets medlemmar förekommer i tempererade områden av Eurasien. Habitatet varierar mellan bland annat gräsmarker, klippiga kullar och bergstrakter. Födan utgörs av små däggdjur och andra kräldjur. Honor lägger ägg.

Arter som blir kvar i Elaphe:
- Elaphe anomala
- Elaphe bimaculata
- Elaphe cantoris
- Elaphe carinata
- Elaphe climacophora
- Elaphe davidi
- Elaphe dione
- Elaphe hodgsoni
- Elaphe moellendorffi
- Elaphe quadrivirgata
- Elaphe quatuorlineata
- Elaphe sauromates
- Elaphe schrenckii
- Elaphe taeniura
- Elaphe urartica
- Elaphe zoigeensis

Arter som tidigare listades i släktet och som flyttades till andra släkten:
- Elaphe bella
- Elaphe conspicillata
- Elaphe erythrura
- Elaphe flavolineata
- Elaphe helena
- Elaphe hohenackeri
- Elaphe leonardi
- Elaphe lineata
- Elaphe longissima
- Elaphe maculata
- Elaphe mandarina
- Elaphe perlacea
- Elaphe persica
- Elaphe porphyracea
- Elaphe radiata
- Elaphe rufodorsata
- Elaphe situla
- Elaphe slowinskii
- Elaphe subradiata